# Giorgio Treves
Giorgio Treves (* 3. Mai 1945 in New York City) ist ein italienischer Drehbuchautor und Filmregisseur.

## Leben und Wirken
Giorgio Treves wurde in New York geboren, wohin seine Familie während des Zweiten Weltkrieges geflohen war. An der Universität Turin machte er zunächst einen Abschluss in Wirtschaft und Handel, bevor er nach Rom zog, um in das Filmgeschäft einzusteigen. Er war Filmassistent von Vittorio De Sica, Francesco Rosi und Luchino Visconti, außerdem schrieb er einige Drehbücher sowie ein Buch für den Cappelli-Verlag.
Treves arbeitete sowohl an Filmen als auch am Theater und beim Fernsehen. 1972 gab er sein Regiedebüt mit dem Kurzfilm K-Z, für den er bei der Oscarverleihung 1973 eine Nominierung in der Kategorie Bester Dokumentar-Kurzfilm erhielt. Sein erster Spielfilm, La coda del diavolo, folgte 1986, wofür Treves im darauffolgenden Jahr der David di Donatello als bester Nachwuchsregisseur verliehen wurde. Es folgten weitere Arbeiten für Kino und Fernsehen, unter anderem der im Jahr 2000 erschienene Film Rosa e Cornelia, der mit zwei Grolle d’Oro und einem Globo d’oro für Stefania Rocca als Beste Nebendarstellerin ausgezeichnet wurde.
Im Jahr 1999 war Treves Künstlerischer Leiter des Asti Film Festivals, auch wurde er in verschiedene Jurys internationaler Film- und Fernsehfestivals eingeladen.

## Filmografie
- 1972: K-Z (Kurzfilm)
- 1972: Rads 1000 (Kurzfilm)
- 1976: Dario Treves (Kurzfilm)
- 1978: Cou Cou Bazar (Kurzfilm)
- 1980: Il ritorno
- 1982: Cenere per le sorelle Flynn
- 1986: La coda del diavolo
- 1990: Cinema primo amore
- 1997: Intolerance
- 2000: Rosa e Cornelia
- 2006: Le vie della Recherche – Luchino Visconti
- 2008: All Human Rights for All
- 2014: Gian Luigi Rondi: Vita, cinema, passione
- 2016: David 60 – Ieri oggi domani
- 2018: 1938 – Diversi